# Marianne Basler
Marianne Basler (Brussel·les, 9 de març de 1964) és una actriu franco-belga.

## Biografia

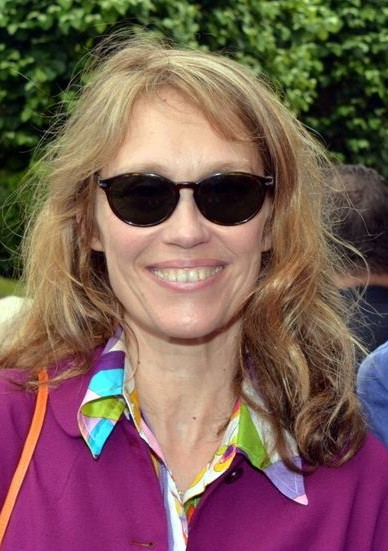
Marianne Basler el 2016 al Festival de Cinema de Cabourg.

Nascuda el 1964, Marianne Basler va estudiar a l'Athénée royal d'Uccle 1 on va actuar en diverses obres de teatre dirigides pel professor francès Jacques Kroitor, al Conservatori Reial de Brussel·les i estudia història de l'art a la universitat lliure de Brussel·les. Després va seguir una formació continuada al taller de guió de La Fémis.
Entre 1979 i 1983, va actuar als escenaris de diversos teatres belgues. Després va començar una carrera al cinema el 1982 amb Murtres à domicile de Marc Lobet i es va establir a París. A partir de mitjans dels anys vuitanta, va alternar papers al cinema i al teatre. Així s'anomena diverses vegades en les distribucions de Jacques Lassalle al teatre o per Paul Vecchiali al cinema.
L'any 1987, una interpretació important en la seva carrera també va ser la realitzada per a la directora Marion Hänsel a Les Noces barbares.

## Vida personal
És néta de l'escriptora belga Marianne Pierson-Piérard i del senador i polític socialista Marc-Antoine Pierson.

## Filmografia

### Cinema

#### Actriu

##### Llargmetratges
- 1982 : Meurtres à domicile de Marc Lobet
- 1983 : Les parents ne sont pas simples cette année de Marcel Jullian
- 1983 : La Femme publique d'Andrzej Żuławski : una jove anarquista
- 1984 : Le Mystère Alexina de René Féret : Marie Avril
- 1985 : L'amour propre ne le reste jamais très longtemps de Martin Veyron : Blanche
- 1985 : Trois hommes et un couffin de Coline Serreau : Nathalie
- 1986 : Rosa la rose, fille publique de Paul Vecchiali : Rosa
- 1986 : Le Beauf d'Yves Amoureux : Gisèle
- 1987 : Tant qu'il y aura des femmes de Didier Kaminka : Joanna
- 1987 : Les Noces barbares de Marion Hänsel: Nicole, la mère
- 1987 : Contrainte par corps de Serge Leroy : Claire Vignon
- 1988 : A Soldier's Tale de Larry Parr : Belle
- 1988 : La Soule de Michel Sibra : Marion
- 1989 : La Révolution française de Robert Enrico i de Richard T. Heffron : Gabrielle Danton
- 1990 : Outremer de Brigitte Roüan : Gritte
- 1990 : Dames galantes de Jean-Charles Tacchella : Marguerite
- 1991 : Eline Vere de Harry Kümel : Eline Vere
- 1991 : Blanc d'ébène de Cheik Doukouré : Marie-France Mariani
- 1993 : L'Ordre du jour de Michel Khleifi : Nadine
- 1994 : Farinelli, Il Castrato de Gérard Corbiau : la Comtesse Mauer
- 1997 : Marquise de Véra Belmont : Madame
- 1998 : Vidange de Jean-Pierre Mocky : Mireille
- 2001 : Va savoir de Jacques Rivette : Sonia
- 2002 : Va, petite ! d'Alain Guesnier : Simone
- 2002 : La Boîte magique de Ridha Béhi : Lou
- 2004 : Bienvenue en Suisse de Léa Fazer : Béatrice
- 2005 : Gespenster de Christian Petzold : Françoise
- 2009 : Sans rancune ! de Yves Hanchar : Jeanne Matagne
- 2009 : Réfractaire de Nicolas Steil : Malou
- 2011 : Midnight In Paris de Woody Allen : la Reine de France à Versailles
- 2011 : La Fin du silence de Roland Edzard : Ida
- 2011 : Retour à Mayerling de Paul Vecchiali : Rosa
- 2014 : Yves Saint Laurent de Jalil Lespert: Lucienne
- 2016 : Le Cancre de Paul Vecchiali : Suzanne
- 2016 : L'Âme du tigre de François Yang : Madeleine
- 2016 : Rouges étaient les lilas de Jean-Pierre Mocky : Violaine Gallois
- 2017 : Les Sept Déserteurs ou la guerre en vrac de Paul Vecchiali : Madeleine
- 2018 : Train de vies ou les voyages d'Angélique de Paul Vecchiali : Clarisse, l'amie
- 2018 : Amanda de Mikhael Hers : Maud Sorel - Sélection Venise 2018 section Horizzonti
- 2020 : Un soupçon d'amour de Paul Vecchiali : Geneviève Garland
- 2023 : Jeanne du Barry de Maïwenn

##### Curtmetratges
- 1985 : Les Deux Fragonard de Philippe Le Guay
- 1986 : Cinématon n.768 de Gérard Courant : elle-même
- 1988 : La Mouette infernale de Mireille Antoine
- 1990 : À tire-cœur de Marie-Luce Felber
- 1991 : Le Scooter à pédales de Jean-Louis Tribes
- 1991 : Comédie d'un soir de Marianne Basler : une jeune femme
- 1997 : Un après-midi au parc de Serge Meynard

#### Directora
- 1991 : Comédie d'un soir (curtmetratge) amb Marianne Basler i François Beukelaers
- 1997 : Peut-être si j'en ai envie... (curtmetratge) amb Jacques Bonnaffé, Garance Clavel, Jean Boillot
- 2008 : Monsieur X (76 min) amb Marianne Basler i Jean-Philippe Puymartin

### Televisió
- 1984 : Julien Fontanes, magistrat, episodi La Pêche au vif de Guy Lefranc
- 1986 : Le Libertin de qualité a la Série rose de Juan Luis Buñuel
- 1986 : Le Petit Docteur, episodi La Piste de l'homme roux de Marc Simenon
- 1986 : À titre posthume de Paul Vecchiali
- 1986 : Julien Fontanes, magistrat, episodi Retour de bâton de Guy Lefranc
- 1987 : Les Enquêtes du commissaire Maigret, episodi Maigret chez le ministre de Louis Grospierre
- 1987 : Série noire, episodi Le Cimetière des durs de Yvan Butler
- 1990 : Le Blé en herbe de Serge Meynard
- 1991 : Comprarsi la vita de Domenico Campana
- 1991 : L'Impure de Paul Vecchiali
- 1992 : La Peur de Daniel Vigne
- 1995 : Le Chagrin des Belges de Claude Goretta
- 1996 : Cœur de cible de Laurent Heynemann
- 1996 : La poupée qui tue de Bruno Gantillon
- 1996 : Le Sang du renard de Serge Meynard
- 1998 : Le Danger d'aimer de Serge Meynard
- 1999 : Maigret, episodi Madame Quatre et ses enfants de Philippe Bérenger
- 1999 : La Femme de plume de Chantal Picault
- 2000 : Julien l'apprenti de Jacques Otmezguine
- 2000 : On n'a qu'une vie de Jacques Deray
- 2002 : L'Année des grandes filles  de Jacques Renard
- 2002 : L'Enfant des lumières de Daniel Vigne
- 2003 : L'Île Atlantique de Gérard Mordillat
- 2003 : Carnets d'ados, episodi La Vie quand même de Olivier Péray
- 2003 : Regards d'enfance, episodi Le Monde de Yoyo de David Delrieux
- 2004 : Un fils sans histoire de Daniel Vigne
- 2005 : Louis Page, episodi La Vraie vie de Heikki Arekallio
- 2007 : Les Diablesses d'Harry Cleven
- 2008 : A.D. La guerre de l'ombre de Laurence Katrian
- 2008 : Chez Maupassant, episodi Aux champs d'Olivier Schatzky
- 2008 : Le Sanglot des anges de Jacques Otmezguine
- 2008 : Un souvenir de Jacques Renard
- 2009 : À tort ou à raison de Pierre Joassin
- 2009 : Un viol de Marion Sarraut
- 2009 : Comme un mauvais souvenir d'André Chandelle
- 2011 : Faux coupable de Didier Le Pêcheur
- 2012 : La Joie de vivre de Jean-Pierre Améris
- 2012 : À tort ou à raison d'Alain Brunard
- 2013 : R.I.S. Police scientifique, episodi Le Temps qu'il nous reste de Alain Brunard
- 2014 : Dame d'atout de Alexis Lecaye i Camille Bordes-Resnais
- 2014 : Le Premier Été de Marion Sarraut
- 2015 : Un père coupable de Caroline Huppert
- 2015 : Boulevard du Palais, episodi 17.6 Mauvaise graine de Jean Marc Thérin
- 2017 : Mongeville, episodi 17, Parfum d'amour de Marwen Abdallah
- 2018 : Ondes de choc (episodi 2 : Sirius) de Frédéric Mermoud
- 2018 : Les Michetonneuses d'Olivier Doran
- 2019 : Les Enfants du secret de David Morley
- 2021 : Crime à Biot de Christophe Douchand
- 2023 : True crime de Julius Berg : Valérie

## Distincions

### Condecoracions
- 2021 : Oficial de l'Orde de les Arts i les Lletres[7]

### Nominacions
- 1987 : Nominació al César a la millor actriu revelació per Rosa la rose, fille publique
- 1988 : nominació Molière de la revelació teatral per Chimène a Le Cid
- 2000: Nominació a la Molière a la millor actriu per Trahisons

### Premis
- 1988 : Premi Joseph-Plateau, a la millor actriu belga per L'Ordre du jour de Michel Khleifi
- 1988 : Premi Suzanne-Bianchetti
- 1990: XI edició de la Mostra de València: Menció a la millor interpretació femenina oer Outremer[8]
- 1999 : Premi a la millor actriu del Sindicat de la Crítica per Le Misanthrope